# Кафана код Златног крста (Београд)
Кафана код Златног крста једна је од чувенијих београдских кафана из периода друге половине 19. века и почетка 20. века.

## Историјат
У Београду је постојала гостионица са кафаном код Златног крста, коју је отворио Швајцарац Петар Кораи 1843. године, а налазила се у Савамалској улици (данас улица Гаврила Принципа) преко пута гимназије. Гостионице су биле први уређени објекти са преноћиштем.  Да би привукао што више гостију Кораи је из Немачке довео кувара.  У огласу у Сербским новинама истицао је да је у питању кафана и гостионица европског стила. Није познато до када је ова гостионица била у Савамали и када је пресељена на Теразије. Зграда на Теразијама са кафаном у приземљу изграђена је 1862. године. Први закупац био је Илија Николић. Подаци о њему као закупцу виде се из записа из 1867. године, када је поводом предаје кључева града Београда Михаилу Обреновићу у његовој кафани организована тродневна свечаност. Закупци кафане били су и Михаило Јовановић (1880) и Мирко Протић (1884), а власник кафане је био и судија и адвокат Владимир Лацковић који је имање завештао Министарству просвете. У овој кафани су се, по бројним записима, уписивали добровољци за учешће у српско-турским ратовима (1875-1876). После српско-турског рата у овој кафани су се окупљали либерали и конзервативци. Кафана је опстала на Теразијама до почетка 20. века, када је у њеним просторијама отворена мануфактурна трговина Цупара и друг. У Скадарској улици у Београду се од 1909. године налазила кафана са истим именом, али није познато да ли су ове две кафане повезане. На локацији на Теразијама до почетка 21. века налазио се ресторан Душанов град.

## Занимљивости
У овој кафани је маја 1896. године одржана прва биоскопска представа у Београду, на којој су приказивани кратки филмови. Битно је напоменути да је то било само пола године након прве биоскопске представе у свету и патентирања кинематографа.
Осим тога у овој гостионици је прикупљана помоћ за учеснике Херцеговачког устанка 1876. године.
Занимљиво је да је велики српски песник и сликар Ђура Јакшић у овој кафани написао песму У бој, у бој... коју је посветио хецеговачким устаницима.